# Championnat d'Argentine féminin de football 2018-2019
Navigation
Édition précédente Édition suivante
La saison 2018-2019 du Championnat d'Argentine féminin de football Primera A est la quarante et unième saison du championnat. L'UAI Urquiza vainqueur de la saison précédente remet son titre en jeu. Le vainqueur de la compétition est qualifié pour la Copa Libertadores féminine 2019.

## Organisation
Pour cette nouvelle saison, la formule du championnat évolue. Le nombre de participantes passe de 14 à 16.
Au terme de la saison 2017-2018 une seule équipe est reléguée, Hebraica qui a terminé à la dernière place du championnat. À l'inverse trois équipes sont promues en première division : CA Lanús, CA Independiente, Racing Club.
Cette augmentation du nombre de participantes fait évoluer l'organisation même de la compétition. Les seize équipes sont séparées en deux groupes de huit équipes. Les quatre premières de chaque groupe sont qualifiées pour la seconde phase de la compétition pour déterminer le titre de championne d'Argentine. Les quatre dernières s'affrontent pour éviter la relégation en deuxième division.

## Équipes participantes
| Équipe                               | Ville         | Stade                     | Capacité | Titres | Classement 2017-18 |
| ------------------------------------ | ------------- | ------------------------- | -------- | ------ | ------------------ |
| Club Atlético Atlanta                | Buenos-Aires  |                           |          |        | 11e                |
| Club Atlético Boca Juniors           | Buenos-Aires  | Complejo Pedro Pompilio   | 1 000    | 23     | 2e                 |
| Club El Porvenir                     | Gerli         |                           |          |        | 13e                |
| Estudiantes                          | La Plata      |                           |          |        | 9e                 |
| Club Atlético Excursionistas         | Buenos Aires  |                           |          |        | 7e                 |
| Club Atlético Huracán                | Buenos Aires  |                           |          |        | 10e                |
| Club Atlético Independiente          | Avellaneda    |                           |          |        | D2                 |
| CA Lanús                             | Lanús         |                           |          |        | D2                 |
| Club Deportivo Morón                 | Morón         |                           |          |        | 12e                |
| Club Atlético Platense               | Vicente López |                           |          |        | 6e                 |
| Racing Club                          | Avellaneda    |                           |          |        | D2                 |
| Club Atlético River Plate            | Buenos Aires  |                           |          | 11     | 3e                 |
| Club Atlético San Lorenzo de Almagro | Buenos Aires  |                           |          | 2      | 4e                 |
| Club Deportivo UAI Urquiza           | Villa Lynch   | Monumental de Villa Lynch | 1 000    | 4      | 1re                |
| UBA                                  | Buenos Aires  |                           |          |        | 5e                 |
| Club Atlético Villa San Carlos       | Berisso       |                           |          |        | 8e                 |

## Compétition

### Première phase
| Rang | Équipe                | Pts | J | G | N | P | Bp | Bc | Diff |
| ---- | --------------------- | --- | - | - | - | - | -- | -- | ---- |
| 1    | Racing Club P         | 22  | 9 | 7 | 1 | 1 | 21 | 3  | +18  |
| 2    | Boca Juniors          | 20  | 9 | 6 | 2 | 1 | 25 | 2  | +23  |
| 3    | CA Lanús P            | 18  | 9 | 6 | 0 | 3 | 10 | 7  | +3   |
| 4    | San Lorenzo           | 17  | 9 | 5 | 2 | 2 | 18 | 11 | +7   |
| 5    | CA Platense           | 13  | 9 | 4 | 1 | 4 | 17 | 15 | +2   |
| 6    | Estudiantes           | 11  | 9 | 3 | 2 | 4 | 10 | 11 | -1   |
| 7    | Club Atlético Atlanta | 6   | 9 | 2 | 0 | 7 | 8  | 26 | -18  |
| 8    | Club Deportivo Morón  | 0   | 9 | 0 | 0 | 9 | 3  | 36 | -33  |

| Rang | Équipe             | Pts | J | G | N | P | Bp | Bc | Diff |
| ---- | ------------------ | --- | - | - | - | - | -- | -- | ---- |
| 1    | UAI Urquiza T      | 25  | 9 | 8 | 1 | 0 | 62 | 6  | +56  |
| 2    | River Plate        | 17  | 9 | 5 | 2 | 2 | 33 | 11 | +22  |
| 5    | UBA                | 13  | 9 | 4 | 1 | 4 | 21 | 20 | +1   |
| 4    | CA Huracán         | 11  | 9 | 3 | 2 | 4 | 13 | 19 | -6   |
| 3    | CA Independiente P | 9   | 9 | 2 | 3 | 4 | 9  | 22 | -13  |
| 6    | Club El Porvenir   | 8   | 9 | 2 | 2 | 5 | 13 | 36 | -23  |
| 7    | Excursionistas     | 8   | 9 | 2 | 2 | 5 | 7  | 32 | -25  |
| 8    | Villa San Carlos   | 7   | 9 | 2 | 1 | 6 | 11 | 24 | -13  |

### Résultats de la première phase
| Résultats (▼dom., ►ext.)                                   | ATL | BOC | ELP | EST | EXC | HUR  | IND | LAN | MOR | PLA | RAC | RIV | SAN | URQ  | UBA | VIL |
| Club Atlético Atlanta                                      |     | .   | .   | .   | 1-2 | .    | .   | 0-2 | 3-1 | 0-8 | .   | .   | 1-8 | .    | .   |     |
| Boca Juniors                                               | 1-0 |     | .   | 3-0 | .   | .    | .   | .   | .   | 5-0 | .   | 1-1 | .   | .    | .   | .   |
| Club El Porvenir                                           | .   | .   |     | .   | .   | 1-3  | .   | .   | 1-0 | .   | .   | 2-6 | .   | 0-14 | 2-5 | .   |
| Estudiantes                                                | 1-0 | .   | .   |     | .   | .    | .   | 1-2 | 5-0 | .   | .   | .   | 0-2 | .    | .   | 2-1 |
| Excursionistas                                             | 1-3 | .   | 1-1 | .   |     | 0-5  | 1-0 | .   | .   | .   | .   | .   | .   | 0-12 | .   | .   |
| CA Huracán                                                 | .   | .   | .   | .   | .   |      | 0-0 | 0-2 | .   | .   | .   | 1-1 | .   | .    | 1-2 | .   |
| CA Independiente                                           | .   | .   | 3-3 | .   | .   | .    |     | .   | .   | .   | 0-0 | .   | 0-8 | .    | 3-1 | 3-2 |
| CA Lanús                                                   | .   | 0-3 | .   | .   | .   | 2-0  | .   |     | .   | 1-0 | 0-1 | .   | .   | .    | .   | .   |
| Club Deportivo Morón                                       | .   | 0-9 | 1-3 | .   | .   | .    | .   | 0-1 |     | 0-5 | .   | .   | 0-4 | .    | .   | .   |
| CA Platense                                                | 2-0 | .   | .   | 1-1 | .   | .    | .   | .   | .   |     | .   | .   | 4-0 | .    | 0-2 | .   |
| Racing Club                                                | .   | 1-0 | .   | 2-0 | .   | .    | 1-0 | .   | 5-1 | 3-1 |     | .   | .   | .    | .   | .   |
| River Plate                                                | .   | 0-3 | .   | .   | 6-0 | .    | .   | .   | .   | .   | .   |     | .   | .    | 2-1 | 4-0 |
| San Lorenzo                                                | .   | 0-0 | .   | .   | .   | .    | .   | 2-0 | .   | .   | 1-0 | .   |     | 0-5  | .   | .   |
| UAI Urquiza                                                | .   | .   | .   | .   | .   | 10-1 | 6-0 | .   | .   | .   | .   | 3-2 | 1-1 |      | .   | .   |
| UBA                                                        | .   | .   | .   | .   | 2-2 | .    | .   | .   | .   | 3-4 | .   | .   | .   | 1-5  |     | 4-1 |
| Villa San Carlos                                           | .   | .   | 3-0 | 0-0 | 2-0 | 1-2  | .   | .   | .   | .   | .   | .   | .   | 1-6  | .   |     |
| - Victoire à domicile - Match nul - Victoire à l'extérieur |     |     |     |     |     |      |     |     |     |     |     |     |     |      |     |     |

## Deuxième phase

### Groupe Championnat
Le groupe championnat rassemble les équipes ayant terminées la première phase à une des quatre premières places des deux groupes. La vainqueur de cette deuxième phase est déclarée championne d'Argentine et se qualifie pour la Copa Libertadores féminine 2019.
| Rang | Équipe        | Pts | J  | G  | N | P  | Bp | Bc | Diff |
| ---- | ------------- | --- | -- | -- | - | -- | -- | -- | ---- |
| 1    | UAI Urquiza T | 37  | 14 | 12 | 1 | 1  | 66 | 10 | +56  |
| 2    | Boca Juniors  | 32  | 14 | 10 | 2 | 2  | 64 | 8  | +56  |
| 3    | River Plate   | 32  | 14 | 10 | 2 | 2  | 31 | 15 | +16  |
| 4    | San Lorenzo   | 24  | 14 | 7  | 3 | 4  | 33 | 26 | +7   |
| 5    | Racing Club P | 9   | 14 | 2  | 3 | 9  | 15 | 45 | -30  |
| 6    | UBA           | 9   | 14 | 2  | 3 | 9  | 19 | 54 | -35  |
| 7    | CA Huracán    | 8   | 14 | 1  | 5 | 8  | 11 | 39 | -28  |
| 8    | CA Lanús P    | 6   | 14 | 1  | 3 | 10 | 7  | 49 | -42  |

| Résultats (▼dom., ►ext.)                                   | BOC | HUR | LAN | RAC | RIV | SAN | URQ | UBA |
| Boca Juniors                                               |     | 7-0 | .   | 8-0 | 3-1 | 6-0 | 2-1 | 7-0 |
| CA Huracán                                                 | 0-5 |     | 0-0 | 1-4 | 0-0 | 1-2 | 0-3 | 0-1 |
| CA Lanús                                                   | .   | 0-0 |     | 2-2 | 1-3 | 2-3 | 0-8 | 0-2 |
| Racing Club                                                | 0-6 | 0-2 | 0-1 |     | 0-2 | 0-2 | 1-9 | 4-1 |
| River Plate                                                | 3-1 | 3-0 | 2-0 | 5-0 |     | .   | 0-4 | 4-3 |
| San Lorenzo                                                | 1-1 | 5-2 | 6-0 | 0-0 | 2-3 |     | 0-3 | 7-1 |
| UAI Urquiza                                                | 1-1 | 6-2 | 9-0 | 5-2 | 0-1 | 6-1 |     | 7-1 |
| UBA                                                        | 0-6 | 3-0 | 2-1 | 3-3 | 1-3 | 2-2 | .   |     |
| - Victoire à domicile - Match nul - Victoire à l'extérieur |     |     |     |     |     |     |     |     |

### Groupe relégation
Le groupe relégation rassemble les équipes ayant terminées la première phase à une des quatre dernières places des deux groupes. Les deux dernières de cette poule sont reléguées en deuxième division pour la saison 2020.
| Rang | Équipe                | Pts | J  | G  | N | P  | Bp | Bc | Diff |
| ---- | --------------------- | --- | -- | -- | - | -- | -- | -- | ---- |
| 1    | Estudiantes           | 32  | 14 | 10 | 2 | 2  | 28 | 13 | +15  |
| 2    | CA Platense           | 30  | 13 | 9  | 3 | 1  | 46 | 9  | +37  |
| 3    | CA Independiente P    | 23  | 12 | 7  | 2 | 3  | 24 | 13 | +11  |
| 4    | Villa San Carlos      | 16  | 13 | 3  | 7 | 3  | 23 | 22 | +1   |
| 5    | Club El Porvenir      | 17  | 14 | 4  | 5 | 5  | 25 | 31 | -6   |
| 6    | Excursionistas        | 16  | 14 | 5  | 1 | 8  | 16 | 30 | -14  |
| 7    | Club Atlético Atlanta | 10  | 13 | 3  | 1 | 9  | 16 | 33 | -17  |
| 8    | Club Deportivo Morón  | 6   | 14 | 1  | 3 | 10 | 13 | 35 | -22  |

| Résultats (▼dom., ►ext.)                                   | ATL | ELP | EST | EXC | IND | MOR | PLA | VIL |
| Club Atlético Atlanta                                      |     | 2-1 | .   | 2-3 | .   | .   | 1-6 | 1-1 |
| Club El Porvenir                                           | 4-1 |     | .   | .   | 2-3 | 3-2 | 2-4 | 3-3 |
| Estudiantes                                                | 2-0 | 0-0 |     | 3-2 | .   | 4-1 | 0-2 | .   |
| Excursionistas                                             | .   | .   | .   |     | 0-1 | 0-3 | 0-5 | 1-4 |
| CA Independiente                                           | 4-0 | .   | 0-1 | 2-3 |     | 4-0 | 1-5 | 4-1 |
| Club Deportivo Morón                                       | 1-2 | .   | 1-4 | .   | 0-2 |     | .   | 1-1 |
| CA Platense                                                | .   | 6-0 | 1-2 | .   | 0-0 | .   |     | 4-1 |
| Villa San Carlos                                           | 3-2 | 3-3 | .   | 3-1 | .   | 1-1 | .   |     |
| - Victoire à domicile - Match nul - Victoire à l'extérieur |     |     |     |     |     |     |     |     |

## Bilan de la saison
| Championnat d'Argentine féminin de football 2018-2019   |                                     |
| Champion                                                | UAI Urquiza (5e titre)              |
| Qualifications continentales                            |                                     |
| Copa Libertadores féminine 2019                         | UAI Urquiza                         |
| Promotions et relégations                               |                                     |
| Promus en Championnat d'Argentine féminin de football   | Club de Gimnasia y Esgrima La Plata |
| Promus en Championnat d'Argentine féminin de football   | Satsaid                             |
| Relégués en Championnat d'Argentine féminin de football | Club Deportivo Morón                |
| Relégués en Championnat d'Argentine féminin de football | Club Atlético Atlanta               |